# Воротников, Виталий Иванович
Вита́лий Ива́нович Воротнико́в (20 января 1926, Воронеж, РСФСР, СССР — 19 февраля 2012, Москва, Россия) — советский партийный и государственный деятель, председатель Президиума Верховного Совета РСФСР (1988—1990), председатель Совета Министров РСФСР (1983—1988), член Политбюро ЦК КПСС (1983—1990), Герой Социалистического Труда (1986).

## Ранняя биография
Родился 20 января 1926 года в Воронеже в семье рабочего. Окончив школу в Воронеже, в 1940 году поступил на отделение моторостроения Воронежского авиационного техникума, но в феврале 1942 года устроился на работу в Воронежский паровозоремонтный завод имени Ф. Э. Дзержинского в качестве ученика слесаря в инструментальной мастерской котельного цеха.
Перед оккупацией Воронежа летом 1942 года переезжает сначала в село Красный Лиман к бабушке, где работал в колхозе, а в сентябре того же года вместе с эшелоном беженцев, в основном — семей работников Воронежского авиационного завода № 18, Виталий Воротников эвакуировался на станцию Безымянка (Куйбышев), куда осенью перебазировался и сам завод.
В октябре 1942 года был назначен контролером Отдела технического контроля (ОТК) механического цеха № 1 Куйбышевского завода № 18, затем переведён в лекальную группу основного инструментального цеха № 20.
Осенью 1944 года был зачислен на второй курс Куйбышевского авиационного техникума по специальности «техник-технолог по холодной обработке металлов резанием», который окончил в 1947 году с красным дипломом и по распределению стал работать в Отделе главного технолога на Куйбышевском авиационном заводе № 18.
В КПСС вступил в 1947 году.
В 1948 году был назначен начальником технолого-нормировочного бюро в механический цех № 34. В том же году поступил на вечернее отделение самолётостроительного факультета Куйбышевского авиационного института, который закончил в 1954 году.

## Партийная работа
В апреле 1951 года был назначен заместителем начальника цеха № 34 и был избран на пост секретаря цеховой партийной организации.
В 1954 году назначен начальником механического цеха № 9, а в 1959 году — начальником отдела технического контроля завода.
В сентябре 1955 года был избран секретарём парткома завода.
На Пленуме Куйбышевского обкома КПСС в январе 1960 года был избран на должность заведующего промышленно-транспортным отделом Куйбышевского обкома КПСС, но в сентябре того же года перешёл на должность заведующего отделом оборонной промышленности Куйбышевского обкома КПСС.
В сентябре 1961 года Виталий Воротников был избран секретарём Куйбышевского обкома КПСС по промышленности, а в начале 1963 года — вторым секретарем Куйбышевского промышленного обкома КПСС. И вскоре был избран депутатом Верховного Совета РСФСР 6-го созыва по Советскому избирательному округу города Куйбышев.
В марте 1967 года был избран председателем Куйбышевского областного исполкома. Во время нахождения на этом посту отмечен вводом автомобильного завода в Тольятти и развитием промышленности в области. В ноябре 1970 года за успехи в развитии народного хозяйства в 8-й пятилетке Куйбышевская область была награждена орденом Ленина, а в августе следующего года Виталий Воротников также был награждён орденом Ленина.
В 1970 году избран депутатом Верховного Совета СССР, оставаясь депутатом Верховного Совета РСФСР.
В феврале 1971 года был назначен первым секретарём Воронежского обкома КПСС. Во время его нахождения на этом посту прирост валовой продукции сельского хозяйства Воронежской области в среднем за год составил около 115 %, были введены в работу четвёртый и пятый энергоблоки Нововоронежской АЭС, завод минеральных удобрений в Россошанском районе, Павловский ГОК. Было налажено продовольственное снабжение, строилось жильё, решались проблемы в деятельности многих заводов, ОКБ и научно-исследовательских институтов, Павловского ГОКа, осуществлялось развитие городского хозяйства.
За достигнутые результаты в работе орденом Ленина была награждена Воронежская область, а её руководитель — орденом Ленина в 1973 году.
С 1 по 2 июля 1972 года по приглашению В. И. Воротникова Воронеж посетил руководитель Кубы Фидель Кастро Рус, а с 15 по 17 октября того же года — шахиншах Ирана Мохаммед Реза Пехлеви с шахиней Ирана Фарах Пехлеви.
В июле 1975 года В. И. Воротников был назначен первым заместителем председателя Совета Министров РСФСР, а в 1979 году — Чрезвычайным и Полномочным послом СССР в Республике Куба благодаря его личному знакомству с Фиделем Кастро.
Пройдя трёхмесячную стажировку, 18 апреля 1979 года прибыл в Гавану. На своём посту Виталий Воротников принимал участие в строительстве АЭС в провинции Сьенфуэгос (осталась недостроенной), в проектировании и строительстве никелевого комбината в Пунта-Горда, в реконструкции металлургического завода в Гаване, в разработке нефтяных месторождений в провинциях Матансас и Пинар-дель-Рио, и во многих других проектах.
Вслед за Экономическим советом, работавшим при после, в 1981 году в Гаване своё представительство открыл и Госплан СССР.
Со времён Карибского кризиса правительство США перед началом VI конференции неприсоединившихся стран, проходившей в 1979 году, вновь усилило давление на Кубу. В начале 1980 года из-за новой информационной атаки, проводимой спецслужбами США, на Кубе вспыхнула новая волна эмиграционных настроений и благодаря усилиям советского посольства в Гаване и лично инцидент вокруг «учебного центра № 12» был урегулирован.
За свои дипломатические заслуги был вновь награждён орденом Ленина и кубинским орденом «Солидарность».
В июле 1982 года спешно отозван с поста посла и с подачи Андропова избран на пост первого секретаря Краснодарского крайкома КПСС, сменив перемещённого на другую работу (на пост зам. министра Минплодоовощхоз СССР) С. Ф. Медунова . Отмечают, что только за 1984—1986 годах в крае были исключены из КПСС более пяти тысяч человек, причем полторы тысячи из них были преданы суду. По воспоминаниям В.И. Воротникова, «Медунов, наконец, понял, что дальше там оставаться ему нельзя. Взяточничество, коррупция среди руководящих работников, даже среди партийного актива. В Сочи, Геленджике, Краснодаре арестовано 152, под следствием — 99 человек».
На сессии Верховного Совета РСФСР 24 июня 1983 года был назначен на пост председателя Совета Министров РСФСР. С 1983 по 1988 год возглавлял Совет Министров РСФСР и избирался сначала в кандидаты в члены Политбюро ЦК КПСС (июнь 1983), а затем и в члены Политбюро (26 декабря 1983).
Указом Президиума Верховного Совета СССР от 17 января 1986 года за большие заслуги перед КПСС и СССР и в связи с шестидесятилетием со дня рождения члену Политбюро ЦК КПСС и Председателю Совета Министров РСФСР было присвоено звание Героя Социалистического труда с вручением ордена Ленина и медали «Серп и Молот».
Был вторым главой правительственной комиссии по ликвидации последствий аварии на Чернобыльской АЭС после Б. Е. Щербины.
В октябре 1988 года был назначен на должность председателя Президиума Верховного Совета РСФСР и после ухода с этого поста в мае 1990 года Виталий Воротников до декабря 1991 года продолжил работу членом Верховного Совета СССР.
На пленуме ЦК КПСС в ноябре 1988 года было принято решение о реформе государственной системы, но Виталий Воротников высказал своё несогласие с принципами реформы.
В марте 1989 года избран народным депутатом СССР.
На совещании по вопросу о политическом строе в РСФСР в октябре 1989 года в ЦК КПСС он высказывался против создания отдельной коммунистической партии в РСФСР. По этому и другим вопросам Виталий Воротников был против позиции Михаила Горбачёва.
4 марта 1990 года был избран народным депутатом РСФСР от Шовгеновского национально-территориального избирательного округа N 150 Адыгейской автономной области Краснодарского края. 25 апреля 1991 года Воротников сложил с себя полномочия народного депутата РСФСР.
В декабре 1991 года был одним из тех, кто подписал обращение к президенту СССР и Верховному Совету СССР с предложением о созыве чрезвычайного Съезда народных депутатов СССР.
С 1992 года являлся членом президиума Совета Всероссийской общественной организации ветеранов (пенсионеров) войны, труда, Вооруженных Сил и правоохранительных органов.
Являлся делегатом XXIII—XXVII съездов КПСС, избирался членом ЦК КПСС на XXIV и последующих съездах партии. Был депутатом Совета Союза Верховного Совета СССР 8-11-го созывов от Воронежской области; депутатом Верховного Совета РСФСР 6, 7, 10, и 11-го созывов.
До конца жизни жил в Москве. Всегда поддерживал связь с малой родиной и был президентом землячества «Воронежцы в Москве». Умер 19 февраля 2012 года после тяжёлой и продолжительной болезни в Москве, похоронен 22 февраля 2012 года на Троекуровском кладбище.

## Память
- 10 декабря 2012 года в Воронеже на доме № 3 по улице Дзержинского открыли мемориальную доску: текст на фото справа. =>
- 16 сентября 2017 года в Воронеже в сквере Платонова за зданием Правительства открыли памятник бюст Воротникова[13].

## Сочинения
- Воротников В. И., Коротков М. Ф. НОТ и партийная работа. — Куйбышевское книжное издательство, 1968. — 242 с.
- Воротников В. И. А было это так… Из дневника члена Политбюро ЦК КПСС. — М.: Совет ветеранов книгоиздания, СИ-МАР, 1995. — 473 с.
- Воротников В. И. А было это так… Из дневника члена Политбюро ЦК КПСС. — 2-е. — М.: Книга и бизнес, 2003. — 640 с. — 2000 экз. — ISBN 5-212-00935-9.
- Воротников В. И. Гавана — Москва: памятные годы. — М.: Фонд имени И. Д. Сытина, 2001. — 413 с.
- Воротников В. И. Кого хранит память. — М.: ИТРК, 2007.
- Воротников В. И. Памятные встречи в пути: (страницы из дневниковых записей). — М.: Детство. Отрочество. Юность, 2009. — 223 с. — ISBN 5-963-90083-2.
- Воротников В. И. Такое вот поколение...: Воспоминания. — М.: ЗАО «Принт-Сервис», 1999. — 332 с. — ISBN 5-888-34034-0.
- Воротников В. И. Откровения. О времени, о власти, о себе: сборник интервью. — М.: Современная экономика и право, 2010. — 389 с. — ISBN 5-841-10273-7.
- Воротников В. И. Хроника абсурда: отделение России от СССР. — М.: Эксмо, 2011. — 320 с. — (Суд истории). — ISBN 978-5-699-46928-4.

## Награды и звания
- Герой Социалистического Труда (1986)
- Орден Почёта (23 января 2001) — за многолетнюю плодотворную работу по социальной защите ветеранов и патриотическому воспитанию молодёжи[14]
- 4 ордена Ленина
- 3 ордена Трудового Красного Знамени
- Орден Отечественной войны I степени
- Орден «Знак Почёта»
- медали
- три Больших золотые медали ВДНХ СССР
- Орден «Солидарность» (1982, Куба)[15]
- ордена и медали иностранных государств
- Почётная грамота Правительства Российской Федерации (13 января 1996) — за заслуги перед государством и большой личный вклад в реализацию социальной защиты ветеранов войны, труда, вооруженных сил и правоохранительных органов
- Почётный гражданин города Воронежа (1996)[16]
- Почётный гражданин Воронежской области (2000)[17]
- Благодарность президента Российской Федерации (24 января 2006) — за многолетнюю работу по социальной поддержке ветеранов и патриотическому воспитанию молодёжи[18]

## Семья
Дочь: Ольга Сагинова (род. 1951) — доктор экономических наук, профессор и заведующая кафедрой предпринимательства и логистики РЭА им. Г. В. Плеханова.